# Oberbefehlshaber Süd

L’Oberbefehlshaber Süd (OB Süd) fut l'un des centres de commandements de la Luftwaffe de l'Allemagne nazie pendant la Seconde Guerre mondiale. Toutes les unités de la Luftwaffe basées sur les théâtres méditerranéens et nord-africains tombèrent sous cet état-major.
Le commandement était subordonné au Comando Supremo, haut commandement italien. L'OB Süd supervisait également la Luftflotte 2.
Après l'armistice de Cassibile, la position de l'Oberbefehlshaber Süd fut remplacé le 16 novembre 1943 par l’Oberbefehlshaber Südwest, toujours sur ordre d'Albert Kesselring.